# Електрохімія

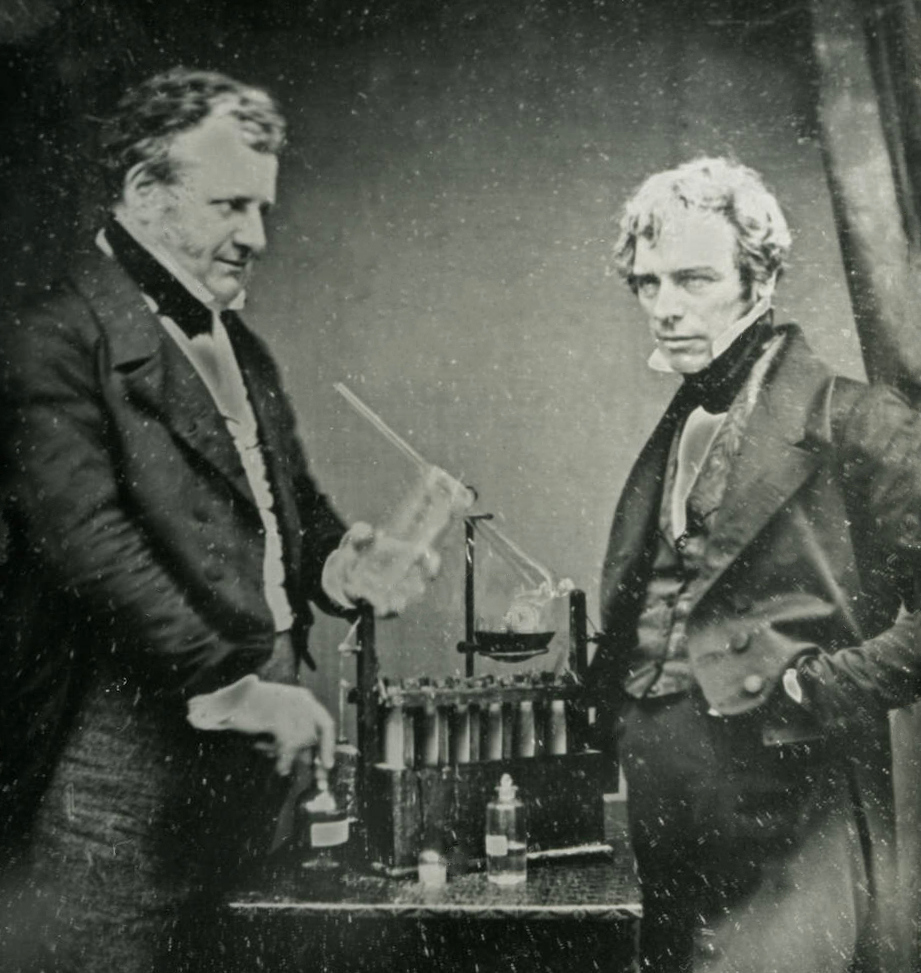
Англійські хімік Джон Деніел (ліворуч) та фізик Майкл Фарадей (праворуч), обидва вважаються засновниками електрохімії.

Електрохі́мія — галузь науки, яка вивчає властивості систем, що містять іонні провідники, та перетворення речовин на межі поділу фаз за участю заряджених часток (іонів, електронів). Зокрема, електрохімія вивчає закони взаємного перетворення електричної і хімічної форм руху матерії, будову і властивості розчинів електролітів, процеси електролізу, роботу електрохімічних елементів, електрохімічну корозію, електросинтез речовин, тощо.
Електрохімічний процес відбувається на межі поділу твердої та рідкої фази (іноді між двома рідинами).

## Історія

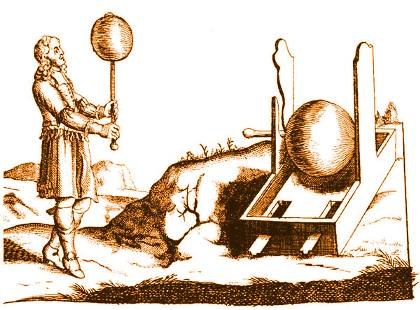
Німецький фізик Отто фон Геріке біля свого електричного генератора під час проведення експерименту.

Розуміння природи електрики почало складатися у XVI сторіччі. Тоді англійський учений Вільям Гілберт 17 років досліджував магнетизм і, меншою мірою, електрику. За свою роботу над магнітами Гілберта стали називати «батьком магнетизму». Він відкрив різні способи виготовлення та зміцнення магнітів.
У 1663 році німецький фізик Отто фон Геріке створив перший електричний генератор, який виробляв статичну електрику шляхом застосування тертя в машині. Генератор був зроблений з великої сірчаної кулі, відлитої всередині скляної кулі, встановленої на валу. М'яч обертався за допомогою кривошипа, й електрична іскра виникала, коли подушечка терлася об м'яч під час обертання. Скляну кулю можна було вийняти й використовувати як джерело для експериментів з електрикою.
До середини XVIII століття французький хімік Шарль Франсуа де Сістерне дю Фе виявив два типи статичної електрики, й те що однакові заряди відштовхуються один від одного, а різні — притягуються. Дю Фей оголосив, що електрика складається з двох рідин: «скловидна» (від латинського «скло»), або позитивна; й «смолиста», або негативна. Це була теорія двох рідин електрики, яку через століття заперечила теорія однієї рідини Бенджаміна Франкліна.

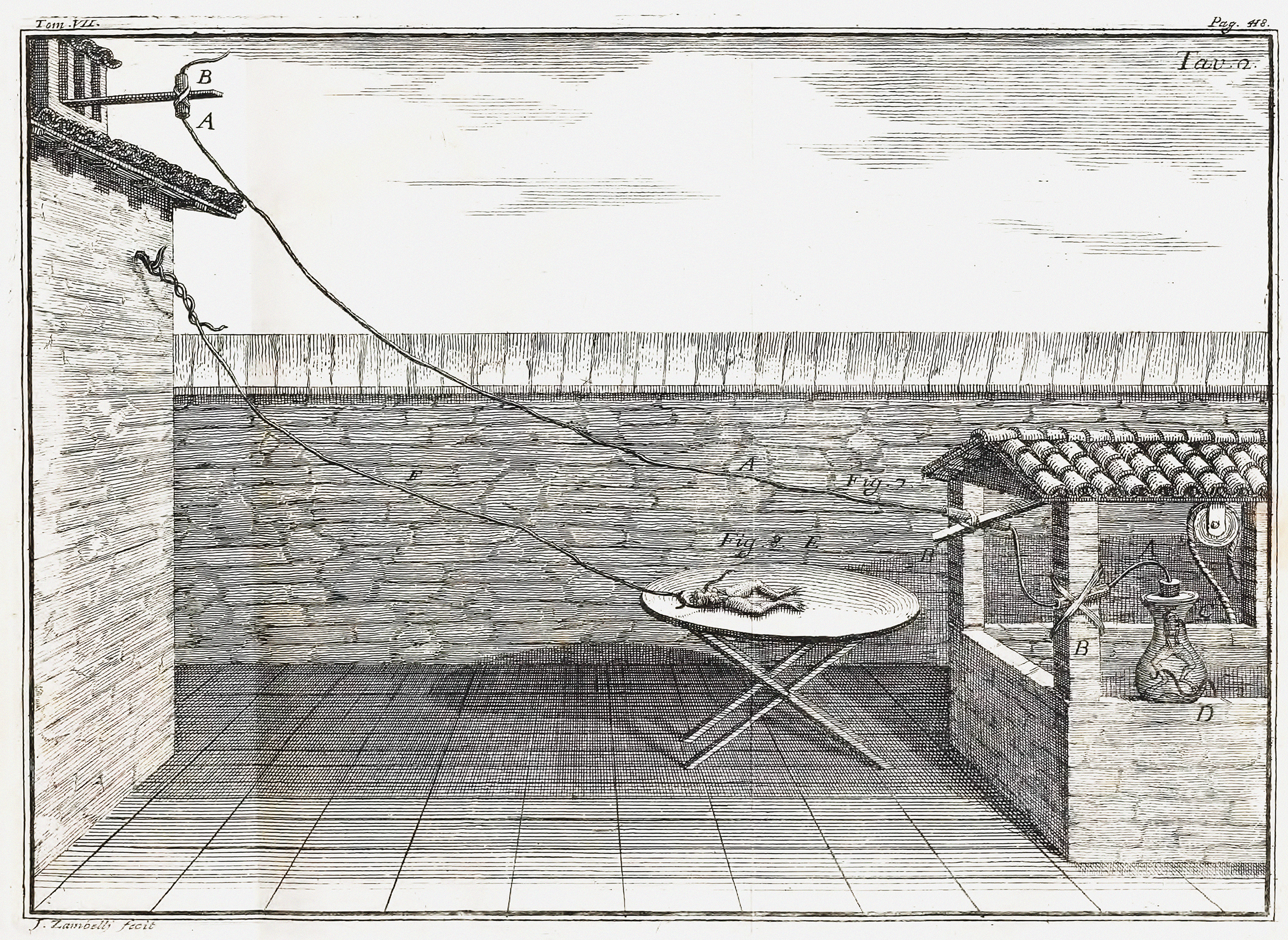
Зображення експерименту Гальвані на жаб'ячих лапках.

У 1785 році Шарль-Огюстен де Кулон розробив закон електростатичного притягання як наслідок його спроби дослідити закон електричного відштовхування, викладений Джозефом Прістлі в Англії.

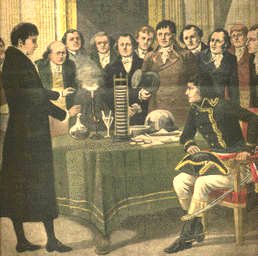
Італійський фізик Алессандро Вольта показує свою «батарею» французькому імператору Наполеону Бонапарту на початку 19 століття.

Наприкінці 18 століття італійський лікар і анатом Луїджі Гальвані позначив народження електрохімії, встановивши зв'язок між хімічними реакціями та електрикою у своєму есе лат. «De Viribus Electricitatis in Motu Musculari Commentarius» (Коментар про вплив електрики на рух м'язів) 1791 р., в якому він запропонував «нервово-електричну речовину» у біологічних формах життя.
У своєму есе Гальвані дійшов висновку, що тваринна тканина містить вроджену життєву силу, якою раніше нехтували, яку він назвав «тваринною електрикою», яка активує нерви та м'язи, охоплені металевими зондами. Він вважав, що ця нова сила є формою електрики на додаток до «природної» форми, створеної блискавкою або електричним вугром і торпедним променем, а також «штучної» форми, створеної тертям (тобто статична електрика).
Досліди Гальвані з препарованими лапками жаби посилили інтерес до електрохімічних досліджень. Тогочасні науковці загалом прийняли погляди Гальвані, проте Алессандро Вольта відкидав ідею «тваринної електричної рідини». А проте, експерименти Вольти привели його до розробки першої практичної батареї (вольтів стовп), яка використовувала відносно високу енергію (слабкий зв'язок) цинку та могла забезпечувати електричний струм набагато довше, ніж будь-який інший тогочасний пристрій. Після появи цього винаходу незвичайні властивості електрохімічних ланцюгів стали предметом вивчення нової науки — електрохімії.
Згодом було розроблено більш досконалі хімічні джерела струму, які дістали назву гальванічних елементів. З їхньою допомогою було створено багато відкриттів в області фізики, встановлено ряд основних законів електрики і магнетизму. Після винайдення динамо-машини в 60-х роках ХІХ ст. гальванічні елементи, як джерела струму, втратили своє значення. Новий інтерес до них почався з середини ХХ ст., що пов'язано з розвитком напівпровідникової радіотехніки, мікроелектроніки, космічних технологій.
У 1960—1970-х роках інтенсивно розвивалася квантова електрохімія, лідером якої був грузинський електрохімік Реваз Догонадзе та його група.

### Радянська школа електрохіміків
- О. Н. Фрумкін
- О. І. Левін
- Л. І. Антропов
- Б. Б. Дамаскін

## Основні напрямки досліджень
- Теорія електролітів (водних, неводних, твердих, розплавлених).
- Міжфазна межа контакту іонних провідників з електронними напівпровідниками, з іншими іонними провідниками або діелектриками (включаючи вакуум і газ).
- Електрохімічна термодинаміка.
- Електрохімічна кінетика (мікро- та макрокінетика).
- Електрокаталіз.

### Наукові основи
- електрохімічні методи аналізу (електроаналітична хімія);
- процеси перетворення енергії та інформації;
- електросинтез (органічний та неорганічний);
- біоелектрохімія;
- процеси електрохімічного осадження металів і сплавів, електрокристалізації тощо.

## Прикладна електрохімія

### Гальванічні покриття
Технологія нанесення тонких шарів металу (цинк, або тришарове покриття мідь-нікель-хром, та ін.) може захистити сплави заліза від корозії.
Гальваничні покриття застосовують також для декоративних цілей (золочіння, сріблення).

## Електрохімія неводних розчинів
Дослідження у водних розчинах обмежені електрохімічною стійкістю води, як розчинника. Електроліз розплавів не завжди можливий, тому що прості та комплексні сольові системи, у цьому випадку евтектичні розплави, мають надто високу температуру плавлення. Неводні розчини в органічних розчинниках, в рідкому SO2 тощо дозволяють здійснити деякі процеси, надто енергомісткі або зовсім неможливі у воді чи розплавах.